# 村上隆勝
村上 隆勝（むらかみ たかかつ）は、戦国時代の武将。能島村上氏の当主。子に義雅、義忠、隆重。村上武吉の祖父にあたる。

## 生涯
隆勝について「閥閲録（巻22村上図書）」では、大内義隆から一字をもらって隆勝と名乗ったこと、はじめ宮内少輔、のちに山城守の官途を有したこと、大永7年（1527年）9月に51歳で死去したことが簡潔に記されている。ただし死没年については、天文元年（1532年）9月とする史料もある。大内義隆の家督継承時期、および後述の隆勝の事績から死去の年は天文元年とした方がつじつまが合う。

### 塩飽を得る
年未詳四月、村上宮内大夫（隆勝）は幕府の有力者・細川高国から「忠節」を賞されて「讃岐国料所塩飽嶋代官職」を与えられた。塩飽は古くから瀬戸内海交通の要地であり、文明5年（1473年）時点では細川京兆家の重臣・安富元家が代官を置いて支配していた。隆勝の代で塩飽を得た能島村上氏は、武吉の時代には塩飽の船方衆を支配下に入れて船舶や畿内に至る航路を押さえ、また塩飽を通過する船舶から「津公事」（港で徴収する税）を徴収するなど、その支配を強化させている。

### 細川高国との関係
年未詳4月13日付で細川高国が讃岐秋山氏に宛てた軍勢催促状にも、「猶委細村上宮内大夫可申候」との文言がある。また大内義興が村上宮内大輔（隆勝）の「与州国分山合戦」における戦功を賞した感状も残されている。隆勝が細川高国、および畿内で高国と連携して将軍足利義稙を支えていた大内義興らの陣営に属していたことがうかがえる。
しかし隆勝は後に高国と敵対する。享禄4年（1531年）5月、隆勝とおぼしき村上山城守父子が伊予守護河野通直の供をして、重見、中河などの他の河野家臣団の面々とともに上京している。これは当時畿内で激化していた細川高国と同晴元の戦いに参戦するためで、河野通直主従は晴元方に味方した。

### 大友義鑑との連携
天文元年（1532年）7月20日、豊後の戦国大名大友義鑑は安芸国の国人熊谷膳直に対し、近々豊前・筑前（大内氏の分国）を攻めるので、安芸国において武田光和、尼子経久と連携するよう要請している。さらに「海上之事」は河野通直、宇都宮氏、村上宮内大輔（隆勝）にも連絡済みであると述べている。
後年、隆勝の孫の武吉は永禄13年（1570年）6月15日に塩飽において大友家臣本田鎮秀に便宜を図り、さらには大友宗麟に寝返って毛利氏と敵対している。このような豊後大友氏とのつながりもまた、隆勝の時代にまで遡るといえる。

### 死後
隆勝は天文元年（1532年）頃に死去し、家督は嫡子義雅が継いだ。しかし義雅が早世したことで義雅の嫡子義益と、義雅の弟義忠の子武吉による家督争いが勃発する。